# Cachoeira Acutumã
A Cachoeira Acutumã é uma cachoeira do estado do Pará, localizada no rio Paru, que por sua vez é um afluente da margem esquerda do rio Amazonas.